# Pascua (género)
Pascua es un género de peces de la familia de los Gobiidae en el orden de los Perciformes. se distribuyen por el Pacífico suroeste, en las cercanías de isla de Pascua, Rapa y posiblemente islas Pitcairn.

## Especies
Se reconocen dos especies dentro del género:
- Pascua caudilinea J. E. Randall, 2005
- Pascua sticta (Hoese & Larson, 2005)